# Zając bielak
Zając bielak (Lepus timidus) – gatunek ssaka z rodziny zającowatych (Leporidae). Zamieszkuje on głównie północne rejony Europy i Azji. Okresowo zmienia ubarwienie.

## Zasięg występowania
Zając bielak zamieszkuje krainę palearktyczną od Skandynawii po Rosyjski Daleki Wschód, z wyjątkiem wschodniej części Półwyspu Czukockiego na południe do krajów bałtyckich, wschodniej Polski, północnej Ukrainy i na wschód do Tienszanu, Ałtaju, północnej Mongolii, północno-zachodniej i północnej Chińskiej Republiki Ludowej (północny Sinciang, północna Mongolia Wewnętrzna, Heilongjiang) i góry Sichote-Aliń. Izolowane populacje występują w Szkocji, Irlandii, Alpach, Sachalinie (Rosja), Hokkaido (Japonia) i na Wyspach Kurylskich. Podgatunek nominatywny został wprowadzony na Wyspy Owcze (Dania), wyspy Szkocji i w części Anglii. Populacje wprowadzone na Spitsbergen nie przetrwały.
Zasięg występowania w zależności od podgatunku:
- L. timidus timidus – Skandynawia na południe do 59°N, północna Rosja (na południe od 57°N do 58°N) na wschód od Uralu, Estonia, być może Polska oraz góry Ałtaj i Baita w północnym Sinciang (Chińska Republika Ludowa); od Szwecji zasięg rozciąga się w strefach w których występują mieszańce z podgatunkiem sylvaticus do południowego wybrzeża Norwegii i zachodniej Łotwy.
- L. timidus abei – Wyspy Kurylskie (Rosja).
- L. timidus ainu – Hokkaido (Japonia).
- L. timidus bogitschevi – półwysep Tajmyr (Rosja).
- L. timidus gichiganus – środkowa Jakucja, Kamczatka i wybrzeże Morza Ochockiego (Rosja).
- L. timidus hibernicus – Irlandia.
- L. timidus kolymensis – północno-wschodnia Syberia (Rosja).
- L. timidus kozhevnikovi – środkowa Rosja od 57°N do 58°N, gdzie krzyżuje się z podgatunkiem nominatywnym timidus na południe do 53°N; granica zachodnia niejasna.
- L. timidus lugubris – syberyjska część gór Ałtaj (Rosja).
- L. timidus mordeni – Rosyjski Daleki Wschód (dolina rzeki Ussuri oraz dolny i środkowy bieg rzeki Amur) oraz Heilongjiang (Chińska Republika Ludowa).
- L. timidus orii – Sachalin (Rosja).
- L. timidus scoticus – Szkocja.
- L. timidus sibiricorum – zachodnia i południowo-zachodnia Syberia (Rosja), północny Kazachstan i góry Tacheng w północnym Sinciang (Chińska Republika Ludowa).
- L. timidus sylvaticus – południowa Szwecja, z zasięgiem rozciągającym się w strefach w których występują mieszańce z podgatunkiem nominatywnym timidus do południowego wybrzeża Norwegii i zachodniej Łotwy.
- L. timidus transbaikalicus – region Zabajkale we wschodniej Syberii (Rosja) i wschodniej Mongolii Wewnętrznej (Chińska Republika Ludowa).
- L. timidus varronis – wysokie wzniesienia w Alpach, środkowa Europa.

## Taksonomia
Gatunek po raz pierwszy naukowo opisał w 1758 roku szwedzki przyrodnik Karol Linneusz nadając mu nazwę Lepus timidus. Holotyp pochodził z Europy. 
Sześć populacji L. timidus jest rozdzielonych geograficznie i na tyle odrębnych morfologicznie że można je traktować jako podgatunki (abei, ainu, hibernicus, orii, scoticus i varronis). Ponieważ podział na podgatunki opiera się głównie na cechach umaszczenia, należy go uznać za wstępny. Trzy badania analizujące geograficzne zróżnicowanie cech metrycznych czaszki L. timidus wykazały zróżnicowanie klinalne, co podaje w wątpliwość celowość identyfikacji podgatunków L. timidus. Za pochodzeniem podgatunków L. timidus w Europie z panmiksyjnej populacji w okresie zlodowacenia północnopolskiego przemawiają analizy genetyczne. Krzyżowanie się między L. timidus i L. europaeus oraz między L. timidus i L. tolai jest rejestrowane w obszarach kontaktu między nimi. Nie odnotowano krzyżowania się podgatunków scoticus i hibernicus na wyspie Mull, gdzie oba taksony zostały wprowadzone w latach sześćdziesiątych XX wieku. Autorzy Illustrated Checklist of the Mammals of the World rozpoznają szesnaście podgatunków.

### Etymologia
- Lepus: łac. lepus leporis „królik, zając”[12].
- timidus: łac. timidus „przerażony, bojaźliwy”, od timere „bać się”[13].
- abei: prof. Yoshio Abe (1883–1945), japoński zoolog[14].
- ainu: Ajnowie lub Ajnosi, lud należący do paleoazjatyckiej grupy językowej; przybyły do południowej części Sachalinu oraz na Wyspy Japońskie i Kurylskie ponad 6 tys. lat temu.
- gichiganus: Gichiga (= Giżiga), obwód magadański, Rosja.
- hibernicus: łac. Hibernia lub Iverna „Hibernia, Irlandia”[13].
- kolymensis: Kołyma, Jakuck, wschodnia Syberia, Rosja[13].
- lugubris: łac. lugubris „smutny, żałosny”, od lugere „opłakiwać”[13].
- orii: Hyojiro Orii (ok. 1883–1957), japoński kolekcjoner[15].
- scoticus: Szkocja, Wielka Brytania[13].
- sibiricorum: nowołac. Sibiricus „syberyjski”, od Sibiria „Syberia”[13].
- sylvaticus: łac. silvaticus „z lasu, dziki”, od silva „las”[13].
- transbaikalicus: Zabajkale, Rosja.

## Charakterystyka

### Wygląd
W lecie futro tego zająca na grzbiecie pokrywają brązowoszare cętki. Futro na zadzie jest czerniawe, a na szyi brązowe. Końce uszu są czarne. Dolna połowa ogona jest biała, a górna brązowawa. Zimą jego sierść jest cała biała. Palce stóp są długie i gęsto owłosione, a dzięki możliwości szerokiego rozpościerania ich mogą pełnić rolę rakiet śnieżnych. Przystosowane są doskonale do biegania po miękkim śniegu.

### Morfologia
Długość ciała (bez ogona) 510–550 mm, długość ogona 59–65 mm, długość ucha 90–100 mm, długość tylnej stopy 159–165 mm; masa ciała 2,4–3,4 kg.

## Ekologia

### Tryb życia
Bielak, podobnie jak inne zające, ratuje się przed drapieżnikami ucieczką. Nie kopie nor w ziemi, jak czynią to jego krewniacy – króliki. Żeruje głównie nocą, dzień spędzając na czuwaniu, ukryty w zaroślach. Jego naturalnymi wrogami są m.in. ryś, piesiec i sowa śnieżna.

### Siedlisko
Spotkać go można głównie w lasach oraz w dolinach rzek, gdzie lubi przebywać w silnie zarośniętych krzewami i drzewami zaroślach, które zapewniają mu bezpieczne schronienie.

## Pokarm
Na żer wychodzi zwykle nocą. Pokarm bielaka w lecie stanowią soczysta roślinność zielna, jagody i grzyby. W zimie natomiast odżywia się korzeniami, korą drzew oraz innym pokarmem roślinnym dostępnym zimą.

## Rozród i rozwój
Okres rozrodu trwa od lutego-marca do września-października w zależności od stref klimatycznych. Ciąża trwa od 47 do 53 dni, średnio 50 dni. Przeciętna wielkość miotu u bielaka zawiera się w granicach 2-8, częściej 3-5. Młode rodzą się z otwartymi oczami, owłosione i od razu ruchliwe. Ssą matkę przez około 3 tygodnie. Po 10 dniach zaczynają żerować samodzielnie. Dojrzałość płciową osiągają w wieku 10-12 miesięcy. Fizjologiczna długość życia bielaka nie jest znana. Najstarszy zając znakowany w Szkocji miał 6 lat. Bielak wyprowadza w sezonie rozrodu od 1 do 3 miotów. Na terenach o łagodniejszym klimacie parkoty zaczynają się w lutym, a pierwszy miot przychodzi na świat w kwietniu. W wiosennym rozrodzie uczestniczą nie wszystkie samice. Drugi miot ma miejsce w czerwcu lub na początku lipca. W tym okresie ogół samic uczestniczy w rozrodzie. Jest to miot decydujący o wielkości przyrostu młodych w danym roku. W trzecim miocie uczestniczy niewielka liczba samic w populacji.

## Ochrona
W Polsce objęty ścisłą ochroną gatunkową. 